# Mistrzostwa Estonii w Skokach Narciarskich 2018
Mistrzostwa Estonii w Skokach Narciarskich 2018 – zawody rozegrane w marcu 2018 roku na skoczni Tehvandi w Otepää w celu wyłonienia indywidualnego mistrza Estonii w skokach narciarskich.
Konkursy odbyły się 31 marca 2018 na normalnej skoczni w Otepää, której punkt konstrukcyjny umieszczony jest na 90. metrze, a rozmiar skoczni wynosi 100 metrów. 
Złoty medal w rywalizacji mężczyzn zdobył Artti Aigro, drugi był Kevin Maltsev, a trzeci Martti Nõmme. W zawodach wzięło udział 17 zawodników, ponadto jeden wcześniej zgłoszony skoczek nie stawiło się na starcie.
W konkursie kobiet wystąpiły cztery zawodniczki. Najlepsza była Annemarii Bendi, drugie miejsce zajęła Triinu Hausenberg, a trzecia była Meriliis Kukk.
W kategorii juniorów najlepszym zawodnikiem został Artti Aigro, a wśród zawodników do lat 16 triumfował Markkus Alter.
Dyrektorem zawodów był Priit Talv, kierownikiem obiektu – Jaan Jüris, a sekretarzem – Urve Loit. Noty sędziowskie za styl wystawiali: Vahur Tasane, Władimir Gołubiew, Tiit Tamm, Rain Pärn i Karl Mustjõgi.
Była to 74. edycja mistrzostw Estonii. Jej zwycięzcy zostali mistrzami kraju na rok 2018.

## Wyniki

### Konkurs indywidualny mężczyzn
| Miejsce | Zawodnik             | Klub                     | Skok 1 | Skok 2 | Nota  |
| ------- | -------------------- | ------------------------ | ------ | ------ | ----- |
| 1.      | Artti Aigro          | Põhjakotkas Otepää       | 100,0  | 97,5   | 266,0 |
| 2.      | Kevin Maltsev        | Elva Suusaklubi          | 95,0   | 97,5   | 256,0 |
| 3.      | Martti Nõmme         | Võru SK / Andsumäe SK    | 95,0   | 96,0   | 252,5 |
| 4.      | Kristijan Ilves      | Elva Suusaklubi          | 95,0   | 95,5   | 250,0 |
| 5.      | Kaarel Nurmsalu      | SK Telemark              | 94,5   | 93,0   | 243,5 |
| 6.      | Markkus Alter        | Põhjakotkas Otepää       | 91,0   | 89,0   | 225,0 |
| 7.      | Ivo-Niklas Hermanson | Nõmme SK                 | 88,5   | 88,0   | 217,0 |
| 8.      | Karl-August Tiirmaa  | Põhjakotkas Otepää       | 87,5   | 89,0   | 214,0 |
| 9.      | Taavi Pappel         | Nõmme SK                 | 85,0   | 86,0   | 202,5 |
| 10.     | Andreas Ilves        | Elva Suusaklubi          | 79,5   | 80,0   | 175,5 |
| 11.     | Han-Hendrik Piho     | SÜ Taevatäht             | 81,0   | 75,5   | 171,0 |
| 12.     | Robert Lee           | Nõmme SK                 | 75,5   | 76,5   | 158,5 |
| 13.     | Mihkel Oja           | Põhjakotkas Otepää       | 74,5   | 72,5   | 147,5 |
| 14.     | Kenno Ruukel         | Põhjakotkas Otepää       | 70,0   | 70,5   | 133,0 |
| 15.     | Kristaps Nežborts    | s/k Lidojošais Slēpotājs | 68,0   | 69,0   | 122,0 |
| 16.     | Ain-Einar Kaugesalu  | Põhjakotkas Otepää       | 61,0   | 59,5   | 82,0  |
| 17.     | Andres Aaliste       | Põhjakotkas Otepää       | 60,0   | 59,5   | 79,5  |
| –       | Aavo Tilga           | Põhjakotkas Otepää       | DNS    | DNS    | DNS   |

### Konkurs drużynowy mężczyzn
| Miejsce | Klub                  | Zawodnik             | Nota  | Punkty |
| ------- | --------------------- | -------------------- | ----- | ------ |
| 1.      | Otepää SK I           | Markkus Alter        | 234,0 | 703,0  |
| 1.      | Otepää SK I           | Karl-August Tiirmaa  | 206,0 | 703,0  |
| 1.      | Otepää SK I           | Artti Aigro          | 263,0 | 703,0  |
| 2.      | Elva SK               | Andreas Ilves        | 188,0 | 671,0  |
| 2.      | Elva SK               | Kevin Maltsev        | 249,0 | 671,0  |
| 2.      | Elva SK               | Kristjan Ilves       | 234,0 | 671,0  |
| 3.      | Nõmme SK              | Taavi Pappel         | 213,5 | 582,5  |
| 3.      | Nõmme SK              | Ivo-Niklas Hermanson | 220,5 | 582,5  |
| 3.      | Nõmme SK              | Robert Lee           | 148,5 | 582,5  |
| 4.      | Võru SK / Andsumäe SK | Annemarii Bendi      | 190,0 | 369,0  |
| 4.      | Võru SK / Andsumäe SK | Trinu Hausenberg     | 170,5 | 369,0  |
| 4.      | Võru SK / Andsumäe SK | Carena Roomets       | 8,5   | 369,0  |
| 5.      | Otepää SK II          | Mihkel Oja           | 169,5 | 366,5  |
| 5.      | Otepää SK II          | Kenno Ruukel         | 124,5 | 366,5  |
| 5.      | Otepää SK II          | Andres Aaliste       | 72,5  | 366,5  |
| 6.      | Otepää SK III         | Andero Kapp          | 96,5  | 246,5  |
| 6.      | Otepää SK III         | Ain-Einar Kaugesalu  | 74,5  | 246,5  |
| 6.      | Otepää SK III         | Hanno-Henri Reidolf  | 75,5  | 246,5  |
| 7.      | Otepää SK IV          | Aavo Tilga           | DNS   | 65,0   |
| 7.      | Otepää SK IV          | Kevin Klopets        | 36,0  | 65,0   |
| 7.      | Otepää SK IV          | Meriliis Kukk        | 29,0  | 65,0   |

### Konkurs indywidualny kobiet
| Miejsce | Zawodniczka       | Klub                  | Skok 1 | Skok 2 | Nota  |
| ------- | ----------------- | --------------------- | ------ | ------ | ----- |
| 1.      | Annemarii Bendi   | Võru SK / Andsumäe SK | 85,5   | 88,0   | 206,0 |
| 2.      | Triinu Hausenberg | Võru SK / Andsumäe SK | 77,0   | 78,5   | 160,5 |
| 3.      | Meriliis Kukk     | Põhjakotkas Otepää    | 50,0   | 50,0   | 35,5  |
| 4.      | Carena Roomets    | Võru SK / Andsumäe SK | 46,0   | 42,0   | 11,0  |